# Демиденко, Ефросиния Афанасьевна
Ефросиния Афанасьевна Демиденко (укр. Єфросинія Панасівна Демиденко, 10 октября 1916 года, село Пологи-Яненки — 13 июня 1995 года) — советская колхозница, доярка колхоза «Колос» Переяслав-Хмельницкого района Киевской области, Украинская ССР. Герой Социалистического Труда (1958). Депутат Верховного Совета СССР 5—8 созывов.

## Биография
Трудовую деятельность начала в коммуне «Гром» родного села. С 1931 года работала дояркой в артели имени В.Ульянова, колхозе «15 лет Октября» (позднее — колхоз им. Микояна, колхоз им. Калинина, племсовхоз (1964) и госплемзавод (1970) «Колос») Переяслав-Хмельницкого района.
В 1956 году вступила в КПСС.
Прославилась выращиванием коров — рекордсменок. От коровы Забары надоила 8000 литров молока, от коровы Юбилейной — 10000 литров, от коровы Куклы — 12000 литров (1957).
В 1958 году удостоена звания Героя Социалистического Труда за выдающиеся трудовые достижения. В 1976 году надоила в среднем по 6346 килограмм молока от каждой фуражной коровы.
Избиралась депутатом Верховного Совета СССР 5 — 8 созывов.
Награждена орденами Ленина (28 февраля 1958, 1966), Октябрьской Революции (1971), медалями, в том числе медалями ВДНХ СССР.